# گوران میلانکو
گوران میلانکو (انگلیسی: Goran Milanko؛ زادهٔ ۳۰ اکتبر ۱۹۶۸) بازیکن سابق فوتبال اهل کرواسی است که در پست هافبک بازی می‌کرد.